# Tetrastichus ibseni
Tetrastichus ibseni är en stekelart som först beskrevs av Girault 1916.  Tetrastichus ibseni ingår i släktet Tetrastichus och familjen finglanssteklar. Inga underarter finns listade i Catalogue of Life.